# 結節
結節（けっせつ、nodule）とは直径1cm以上の充実性の隆起。発疹の分類の一つ。丘疹より深く真皮あるいは皮下組織に及ぶ。炎症性細胞、腫瘍細胞の浸潤、代謝産物の蓄積により形成される。

## 皮疹以外の疾患状態としての“結節”
内臓や軟部組織等を含め、炎症、腫瘍、代謝異常、化生などにより生じた境界明瞭な充実性の病巣を広く“結節”と表現する。

## 疾患状態以外での“結節”
筋が交叉して厚くなる部分なども結節、または結節状という。
- 例部：モダイオラス